# Il rotoplano "3bis"
Il rotoplano "3 bis" è un romanzo di avventura per ragazzi con elementi fantastici, fantascientifici e fiabeschi scritto da Giovanni Bertinetti e illustrato da Attilio Mussino, pubblicato nel 1910.

## Storia editoriale
Il rotoplano "3 bis" fu pubblicato per la prima volta nel 1910 dalla casa editrice S. Lattes & C.
La ristampa apparve in coedizione Lattes – Bemporad – Zanichelli (Torino / Firenze / Bologna) nel 1930, in formato in-8° di 241 pagine con illustrazioni  di Attilio Mussino (in bianco e nero nel testo e a colori fuori testo). Un'ulteriore edizione economica fu distribuita dalla S.A.D.E.L. di Milano intorno al 1935.
Nel 2021 il testo è entrato nel pubblico dominio; nel 2025 i disegni di Mussino sono entrati a loro volta nel pubblico dominio e il romanzo illustrato è liberamente scaricabile su Liber Liber.

## Trama
1° perchè la storia che sto per raccontarvi è successa pochi giorni or sono; e tutti voi sapete benissimo che il «C’era una volta…» si riferisce soltanto ai tempi remoti, così remoti che qualcuno dubita persino della loro esistenza…
2° il «C’era una volta…» vi potrebbe lasciar supporre che io voglia contarvi una fiaba, piena di avventure fantastiche, immaginarie, mentre tutto ciò che voi leggerete in questo libro è di una esattezza storica inconfutabile; al punto, che se qualcuno di voi mi farà lo sgarbo di dubitarne, è pregato sin d’ora di andare… a quel paese per vedere se io dico, o no, la verità…
3° il «C’era una volta…». Ma poichè sono deciso a non usarlo è anche inutile parlarne tanto…
Perciò, vengo difilato al fatto. Il fatto è che i genitori di Pincirlino (Attilio, da bravo, presentalo tu…) e di Titina (idem come sopra) avevano avuto una genialissima idea: quella di mandarli in campagna presso lo zio astronomo…»
(Incipit del romanzo)
Lo «Zio Astronomo», durante un'osservazione notturna al telescopio, «smarrisce una stella» che egli aveva battezzato "Diamantina".  
Per ritrovare il corpo celeste indice un Circuito aereo interplanetario; il nipote Pincirlino e l'amico inventore Rotolino costruiscono un velivolo a pale rotanti, il «Rotoplano 3 bis», propulso da «polvere illuminata dai raggi d’arcobaleno».
Nei primi collaudi Pincirlino sorvola la villa paterna, viene scambiato per un «fantasma volante» e finisce tra le braccia dell'aviatrice Titina. Intanto l'alato Cuorleggero, cavaliere del regno delle farfalle, giunge sulla Terra in cerca della principessa rapita Diamantina, materializzatasi in un minuscolo diamante disperso nello spazio.
Il gruppo approda al «Castello delle Farfalle», dove il Maestro Papilio insegna l'arte del volo su petali di rosa; qui Titina ottiene un paio d'ali artificiali. I protagonisti attraversano la «Torre dello Scorpione», vengono imprigionati insieme a «diecimila e una» farfalle e affrontano il malvagio Principe Scorpione, signore dei venti del deserto.
Fuggiti grazie all'«astuzia di Rotolino», si uniscono alle flotte partecipanti al Grande Circuito dei Cieli. La corsa stratosferica parte dal «Campo aerostatico del Sole», sorvola l'Himalaya e punta verso le «nebule di Diamantina». Nel tratto finale il Rotoplano 3 bis affronta il pirata «Falco dell'Uragano» con un duello di paracadute e lampi di fulmicotone.
Pincirlino atterra per primo sul frammento di stella, recupera il diamante e lo offre a Cuorleggero, che libera Diamantina dall'incantesimo. Il romanzo si chiude con il «ritorno alla villa», dove lo Zio Astronomo proclama Pincirlino vincitore assoluto del circuito e annuncia future esplorazioni «oltre la Luna».

## Personaggi
Zio Astronomo
Scienziato distratto che smarrisce la stella Diamantina e indice il «Circuito aereo interplanetario».
Pincirlino
Nipote dello Zio Astronomo e costruttore, con Rotolino, del velivolo «Rotoplano 3 bis»; protagonista della gara.
Rotolino
Giovane inventore e pilota; escogita la polvere d'arcobaleno e guida i sabotaggi contro i Flagellatori.
Titina
Aviatrice terrestre che ottiene ali artificiali nel «Castello delle Farfalle» e partecipa alla corsa stratosferica.
Cuorleggero
Cavaliere alato del regno delle farfalle, in cerca della principessa Diamantina; diventa alleato di Pincirlino.
Maestro Papilio
Precettore del «Castello delle Farfalle» che insegna a volare su petali di rosa; aiuta Titina a dotarsi di ali.
Principe Scorpione
Sovrano della Torre omonima e antagonista principale; cattura diecimila farfalle e imprigiona Diamantina.

## Accoglienza e critica
I critici della fantascienza menzionano il romanzo fra le «contaminazioni fra fiaba e racconto scientifico» degli anni trenta, con gara stratosferica e macchine volanti d'invenzione. Il romanziere Marino Cassini lo definisce «classico della letteratura per l'infanzia italiana» per l'uso di personaggi favolistici accanto a prototipi aeronautici.

## Edizioni
- Giovanni Bertinetti, Il rotoplano "3 bis". Romanzo per ragazzi, illustrazioni di Attilio Mussino, Torino, S. Lattes & C., 1910.
- Giovanni Bertinetti, Il rotoplano "3 bis". Romanzo per ragazzi, collana Libri per la Gioventù, illustrazioni di Attilio Mussino, Torino – Firenze – Bologna, S. Lattes & C.; R. Bemporad & Figlio; N. Zanichelli, 1930.
- Giovanni Bertinetti, Il rotoplano "3 bis", Milano, S.A.D.E.L., 1935.